# Russula medullata
Russula medullata Romagn., Docums Mycol. 27(no. 106): 53 (1997).
La Russula medullata è una specie di media taglia, caratterizzata dalla sporata ocracea.

## Descrizione della specie
Cappello
4-8 (12) cm di diametro, convesso nei giovani esemplari, poi completamente spianato, con il centro sempre depresso, carnoso e duro.
Marginefortemente convesso all'inizio, si spiana quasi totalmente, ondulato, intero, liscio, leggermente scanalato negli esemplari adulti.
Cuticolaseparabile per circa metà, è leggermente viscida e lucente con il tempo umido, mentre per tempo asciutto si presenta opaca, di colorazione non uniforme, con una dominante grigio-verde, grigio-oliva e il centro più scuro, e sfumature rosa-lilla o decolorazioni verso il giallo-ocra al centro del cappello, negli esemplari adulti spesso si presentano macchie color ruggine sparse sulla cuticola.
Lamelle 
Inizialmente piuttosto fitte, poi leggermente più spaziate, da adnate a attenuate-uncinate, subdecorrenti, leggermente ventricose, con numerose forcature al gambo, di colore crema pallido tendente poi all'ocra con la maturazione delle spore.
Gambo
3-8 x 1,5-2,5 cm, cilindrico, spesso attenuato alla base e svasato all'apice, pieno e sodo negli esemplari giovani, diventa presto midolloso e corticato, liscio e biancastro, poi leggermente rugoso e macchiato di ocraceo con la maturazione.
Carne
Biancastra in tutto il carpoforo, in vecchiaia ocra-giallastra nella zona corticale del gambo e nelle parti deteriorate, spessa e soda, poi cassante.
- Odore: impercettibile.
- Sapore: dolce, tranne nelle lamelle, leggermente pepate nei giovani esemplari.

Microscopia
Spore6,3-8,5 x 5,5-6,5 µm, ovoidali, verrucose, con verruche isolate ed ottuse, alte fino a 0,5 µm, ocra in massa, amiloidi, apicolo ottuso, 1-1,2 µm, pieghe più o meno larghe.
Cistidi70-100 x 7-9 µm, fusiformi, con la sommità assottigliata o appendicolata.

## Reazioni chimiche
- Solfato ferroso (FeSO4): rosa-arancio pallido
- Fenolo: lentamente bruno vinoso
- Guaiaco: lentamente azzurro-verde

## Habitat
Fruttifica sotto latifoglie, conifere e boschi misti, Betulla (Betula pendula) e Abete rosso (Picea abies), in estate-autunno.

## Commestibilità
Mediocre.

## Etimologia
Dal latino medullatus = midolloso.